# Iris Berben
Iris Berben (ur. 12 sierpnia 1950 w Detmold) – niemiecka aktorka.

## Życiorys
Urodziła się w Detmold. Dorastała w Hamburgu, gdzie jej rodzice prowadzili restaurację. Ma syna Olivera, który jest producentem filmowym.

## Wybrana filmografia
- 1991: Żabi król jako królowa

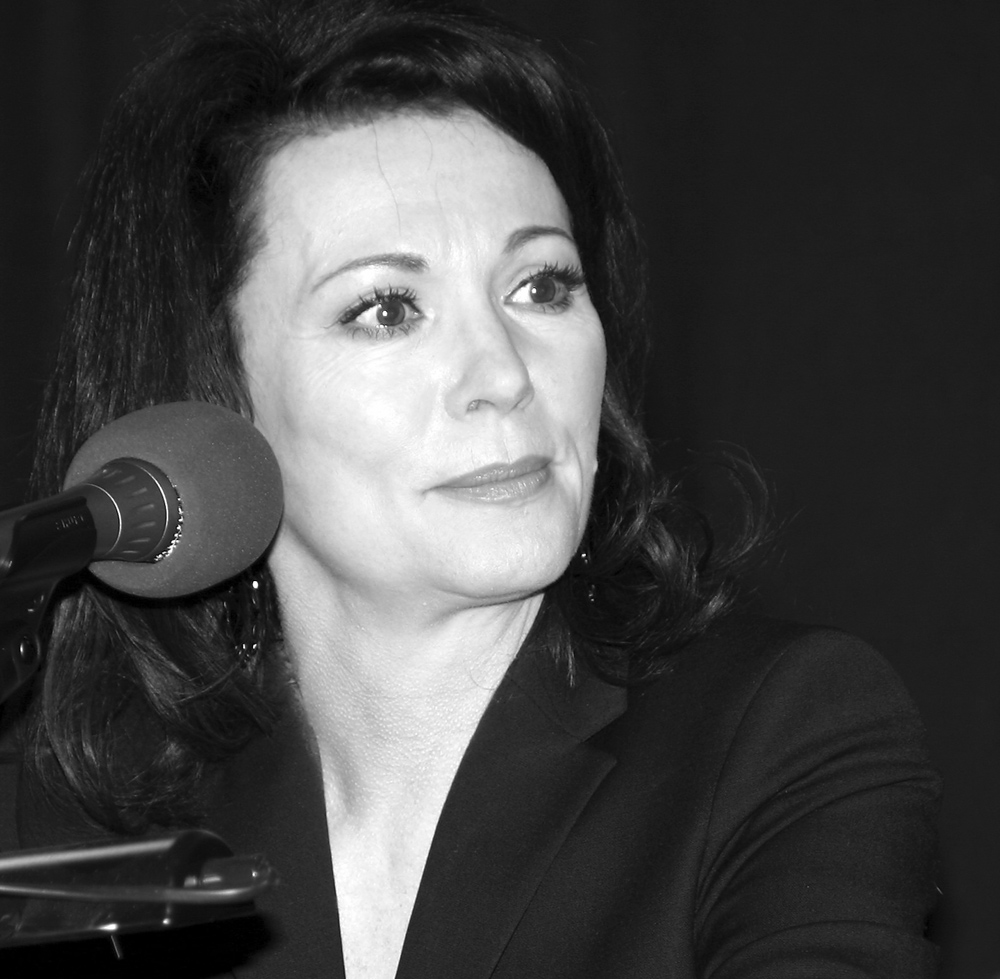
Iris Berben

- 1996: Zabójczy kondom (Kondom des Grauens) jako Doktor Riffleson
- 1997: Dziedzictwo Guldenburgów jako Evelyn Lauritzen
- 2008: Buddenbrookowie – dzieje upadku rodziny jako Elisabeth „Betsy” Buddenbrook
- 2010: Drużyna Tygrysów – Góra Tysiąca Smoków jako panna Q
- 2010: Księżniczka na ziarnku grochu jako siostra króla

## Nagrody
- 2005: Bawarski Order Zasługi
- 2011: Bayerischer Fernsehpreis
- 2011: Bayerische Verfassungsmedaille
- 2012: Goldene Kamera
- 2012: Grimme-Preis